# Unser Lieben Frauen (Räther)

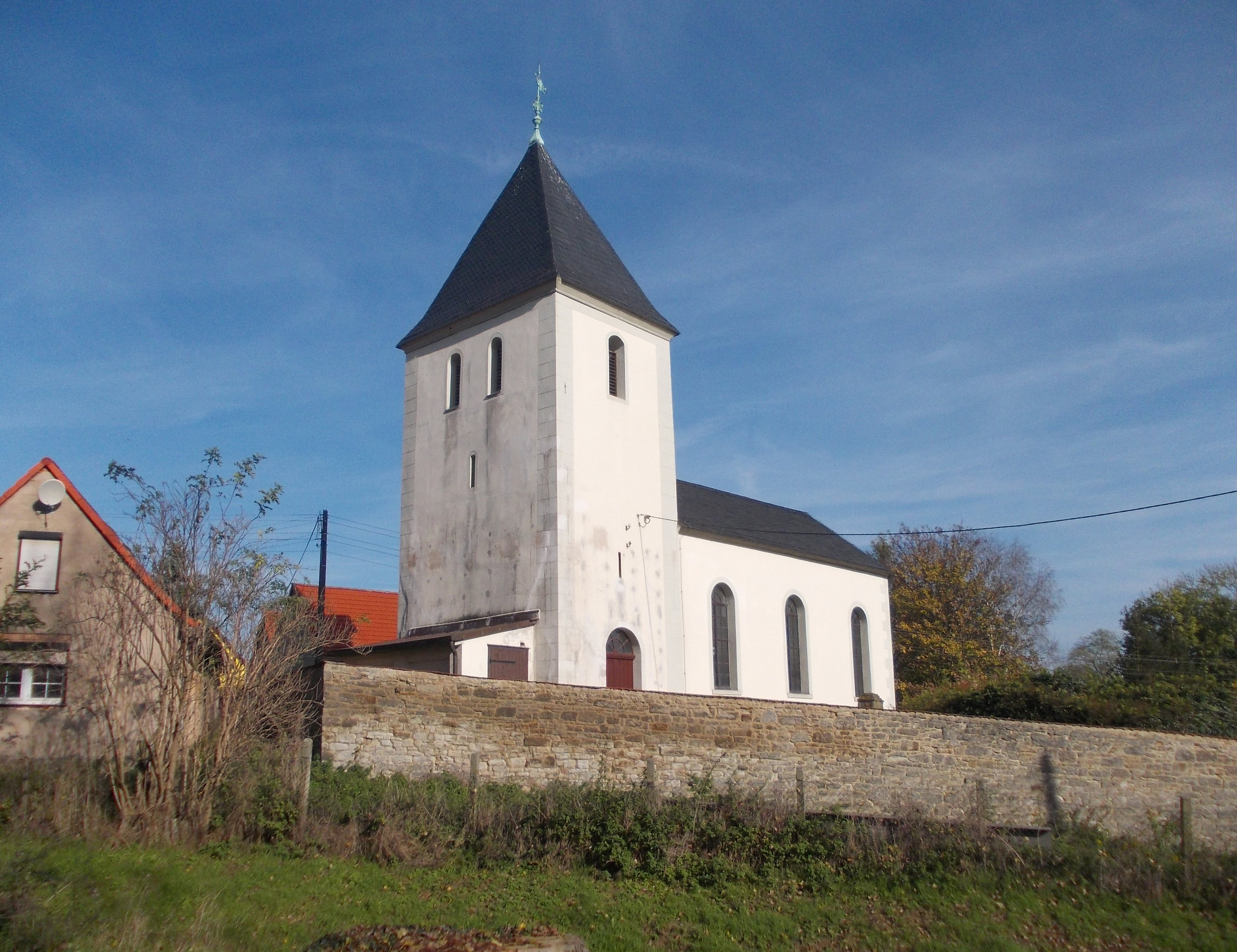
Unser Lieben Frauen in Räther

Unser Lieben Frauen ist eine denkmalgeschützte evangelische Kirche des Ortes Räther des Ortsteiles Schochwitz der Einheitsgemeinde Salzatal in Sachsen-Anhalt. Im örtlichen Denkmalverzeichnis ist sie unter der Erfassungsnummer 094 55468 als Baudenkmal verzeichnet. Sie gehört zum Pfarrbereich Müllerdorf im Kirchenkreis Halle-Saalkreis der Evangelischen Kirche in Mitteldeutschland.
Unsere lieben Frauen hat einen Westquerturm. Teile der Kirche stammen noch aus dem Mittelalter, 1866 wurde sie im Rundbogenstil umgebaut. Das Sakralgebäude ist Maria – der Mutter Jesu – geweiht.